# Transquinquennal
Transquinquennal est un collectif théâtral basé à Bruxelles, qui s’est constitué en 1989. Bernard Breuse et Pierre Sartenaer sont rejoints par Stéphane Olivier en 1992, puis par Céline Renchon et Miguel Decleire en 2000. Pierre Sartenaer s’est retiré en 2006. Brigitte Neervoort a remplacé Céline Renchon au poste d'administratrice et responsable de production a partir de 2014, et est secondée par Lauréline Bombaert à partir de 2022.
Le travail de la compagnie s’articule autour du présent de la représentation d’une part, et un fonctionnement collectif d’autre part. La représentation théâtrale est considérée comme une réalité partagée par les acteurs et les spectateurs qui est prise en compte en tant que telle. 
La dimension collective implique l’autonomie des acteurs et des créateurs du projet, et leur prise en charge de toutes les modalités de la représentation, pour dépasser les conventions et serrer au plus près le présent de la représentation dans une multiplicité de formes. L’enjeu du travail est d’arriver, par les confrontations des propositions, à la plus grande radicalité possible, tant sur la forme que sur le fond. 
Le collectif explore l’écriture contemporaine, que ce soit en collaboration avec des auteurs (Philippe Blasband, Eugène Savitzkaya, Rudi Bekaert, Mac Wellman (en), Shakespeare, Oriza Hirata et, plus récemment Rafael Spregelburd...) ou en expérimentant diverses formes d’écritures collectives.
En 2018, Transquinquennal a annoncé entamer son dernier quinquennat, qui est ainsi présenté : "Le 31 décembre 2023, Transquinquennal cessera ses activités, mettra un point final à  son dernier plan quinquennal, ou plutôt sexennal. Mettre un terme à Transquinquennal est un acte artistique inspiré par un désir de changement. C’est faire le deuil du connu et nous ouvrir à la curiosité de l’inconnu. C’est nous donner à nous-mêmes toute latitude pour nous servir de ce suspense spectaculaire et de cette attente. C’est l’opportunité de retrouver notre nature proprement théâtrale, celle de l’obsolescence auto-programmée et de la beauté de l’éphémère. Nous avons posé comme postulat que la réussite de notre projet de changement définitif dépendra de la mesure dans laquelle ce processus ne se déroule pas comme nous le prévoyons, qu’il soit bousculé par les surprises et l’imprévisible. Nous ne pouvions cependant pas prévoir que le monde changerait ainsi autour de nous, en s’arrêtant pour un moment, avant de repartir en cahotant, en toussant et en fumant, vaille que vaille."
Leurs derniers spectacles, "C'est le moment" (mars 2023) et "Là maintenant" (décembre 2023) sont créés avec la collaboration d'Alexandra Bouron, Sara Selma Dolores, Charlotte Ducousso et Francine Landrain.